# Emma Igelström
Emma Igelström (Karlshamn, 6 marzo 1980) è un'ex nuotatrice svedese.

## Carriera
Specializzata nella rana, ha vinto il titolo mondiale in vasca corta, europeo ed europeo in vasca corta, sia nei 50m che nei 100m.

## Palmarès
- Mondiali in vasca corta

Atene 2000: oro nella 4x100m misti.
Mosca 2002: oro nei 50m rana, 100m rana, nella 4x100m misti e argento nei 200m rana.
- Europei

Helsinki 2000: oro nella 4x100m misti.
Berlino 2002: oro nei 50m e 100m rana, argento nella 4x100m misti e bronzo nei 200m rana.
- Europei in vasca corta

Stavanger 1994: oro nei 50m rana.
Lisbona 1999: oro nella 4x50m misti e bronzo nei 100m rana.
Valencia 2000: oro nei 50m e 200m rana e nella 4x50m misti e argento nei 100m rana.
Antwerp 2001: oro nei 50m rana e nella 4x50m misti e bronzo nei 200m rana.
Riesa 2002: oro nei 50m rana e nella 4x50m misti.
Dublino 2003: oro nella 4x50m misti e argento nei 50m rana.